# Cementerio judío de Besanzón
El cementerio Judío de Besanzón es el cementerio judío en continuo uso más antiguo, situado en la ciudad de Besanzón, Francia. Se tiene que ganar en 1796 por la comunidad judía del ciudad. Es el único cementerio de su tipo en Franche-Comté, y sólo para una ciudad de este tamaño en Francia.

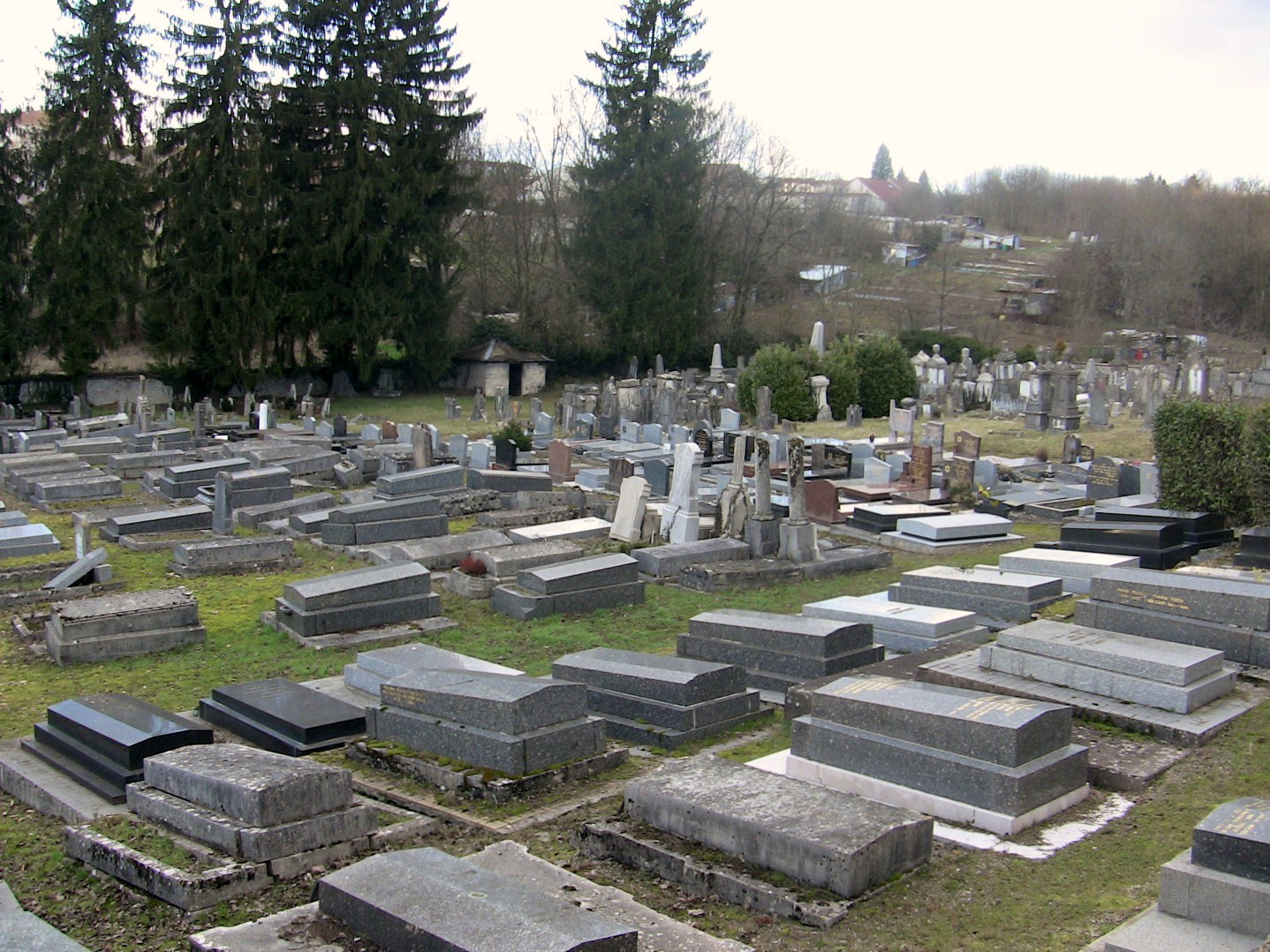
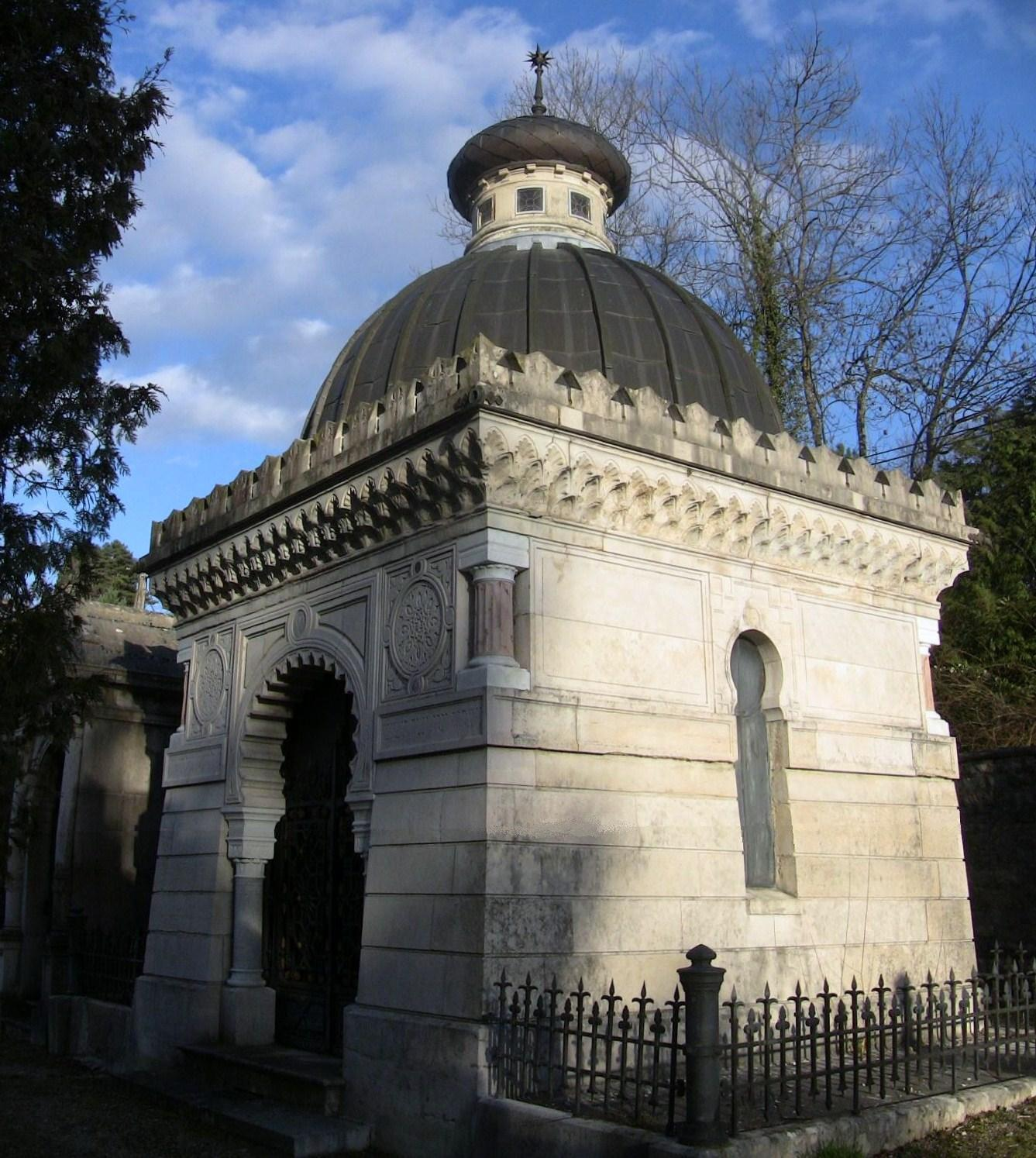
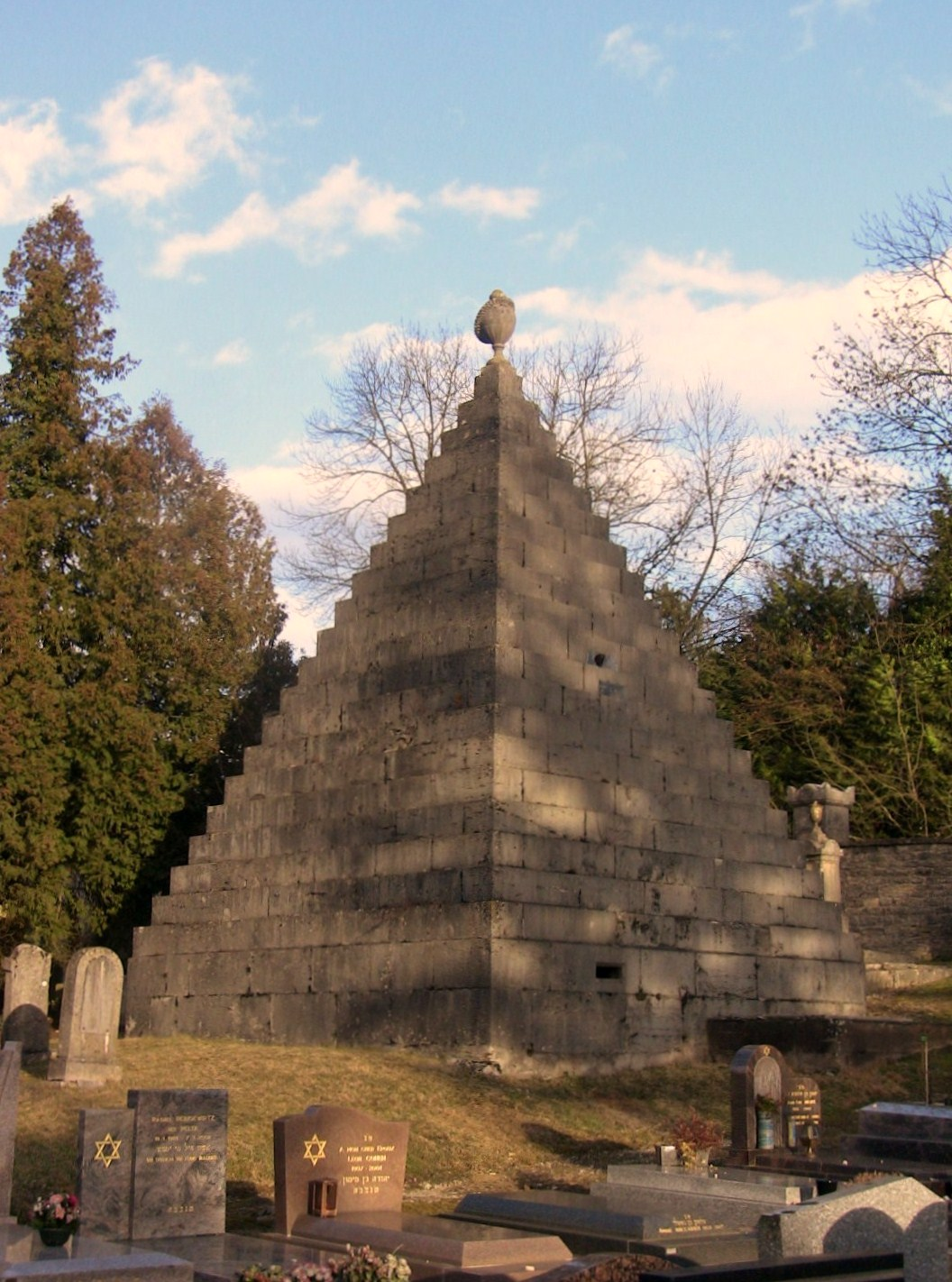
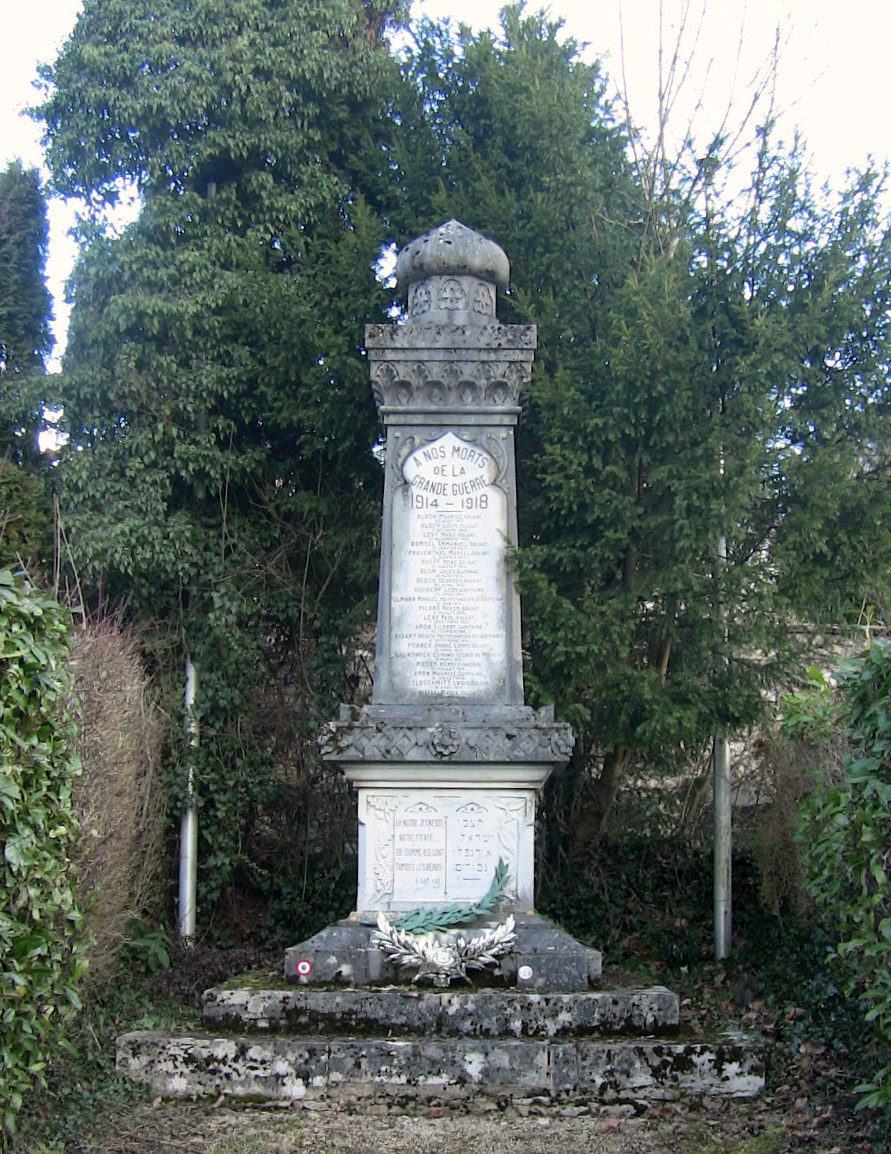
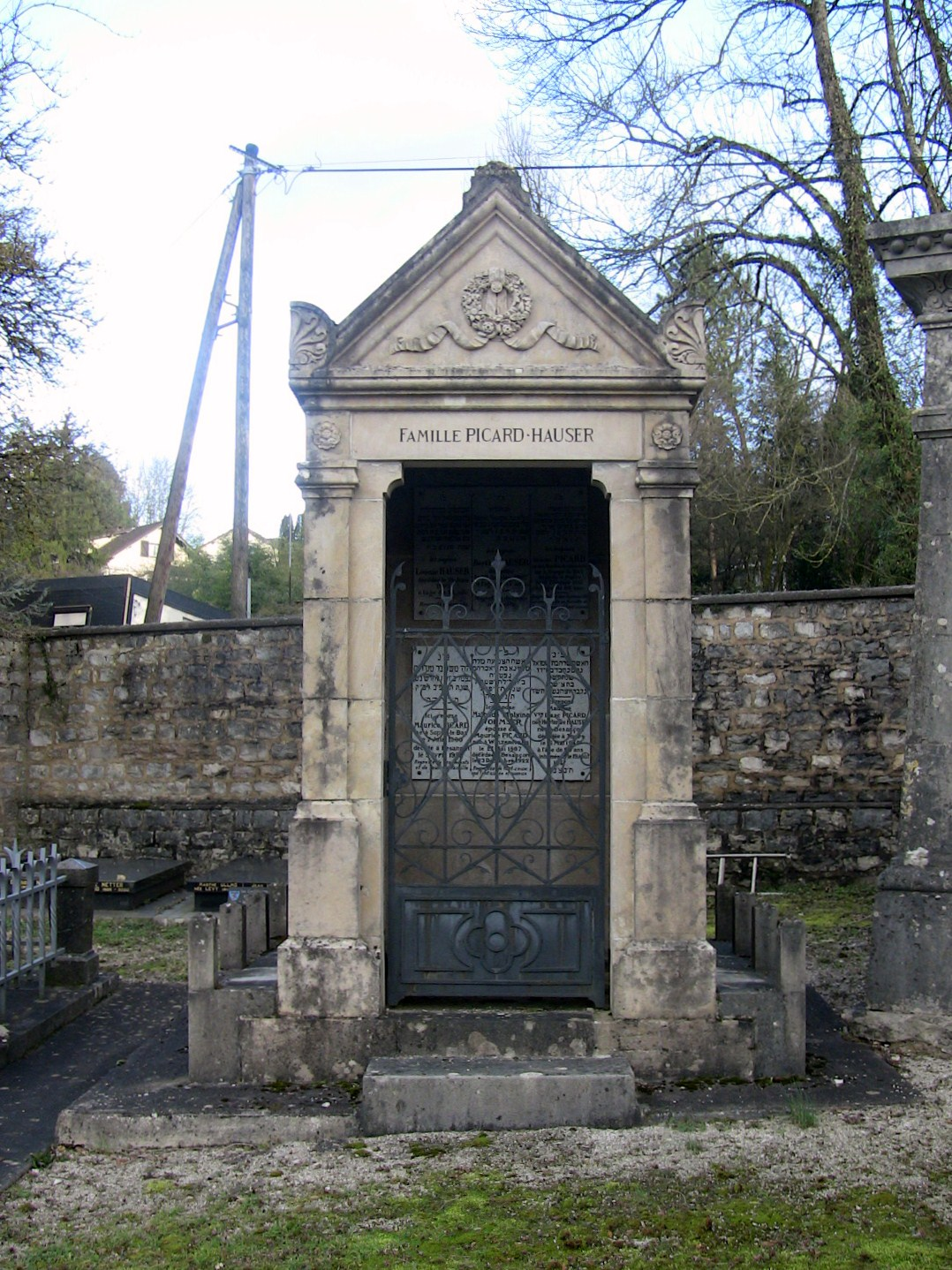
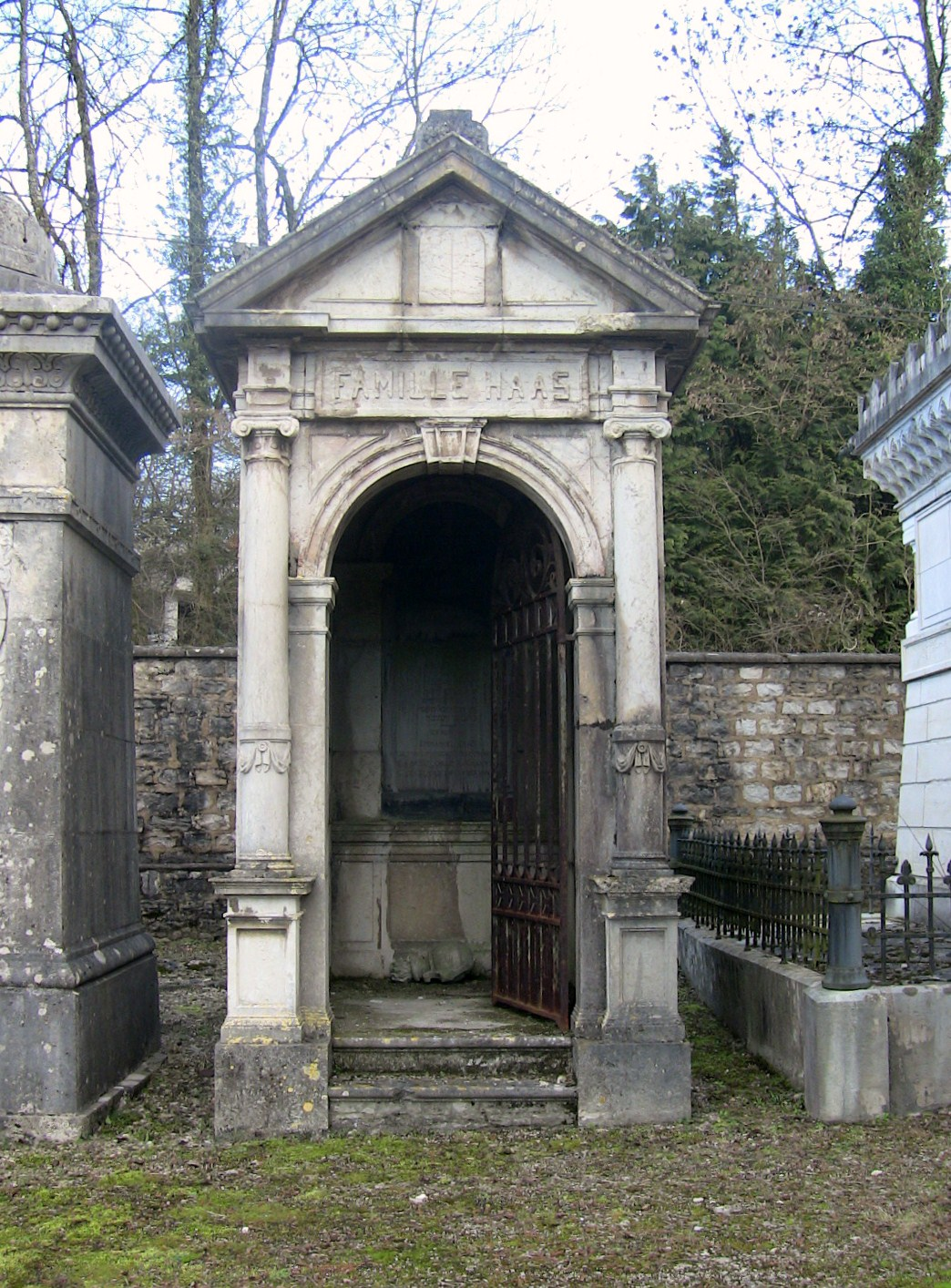
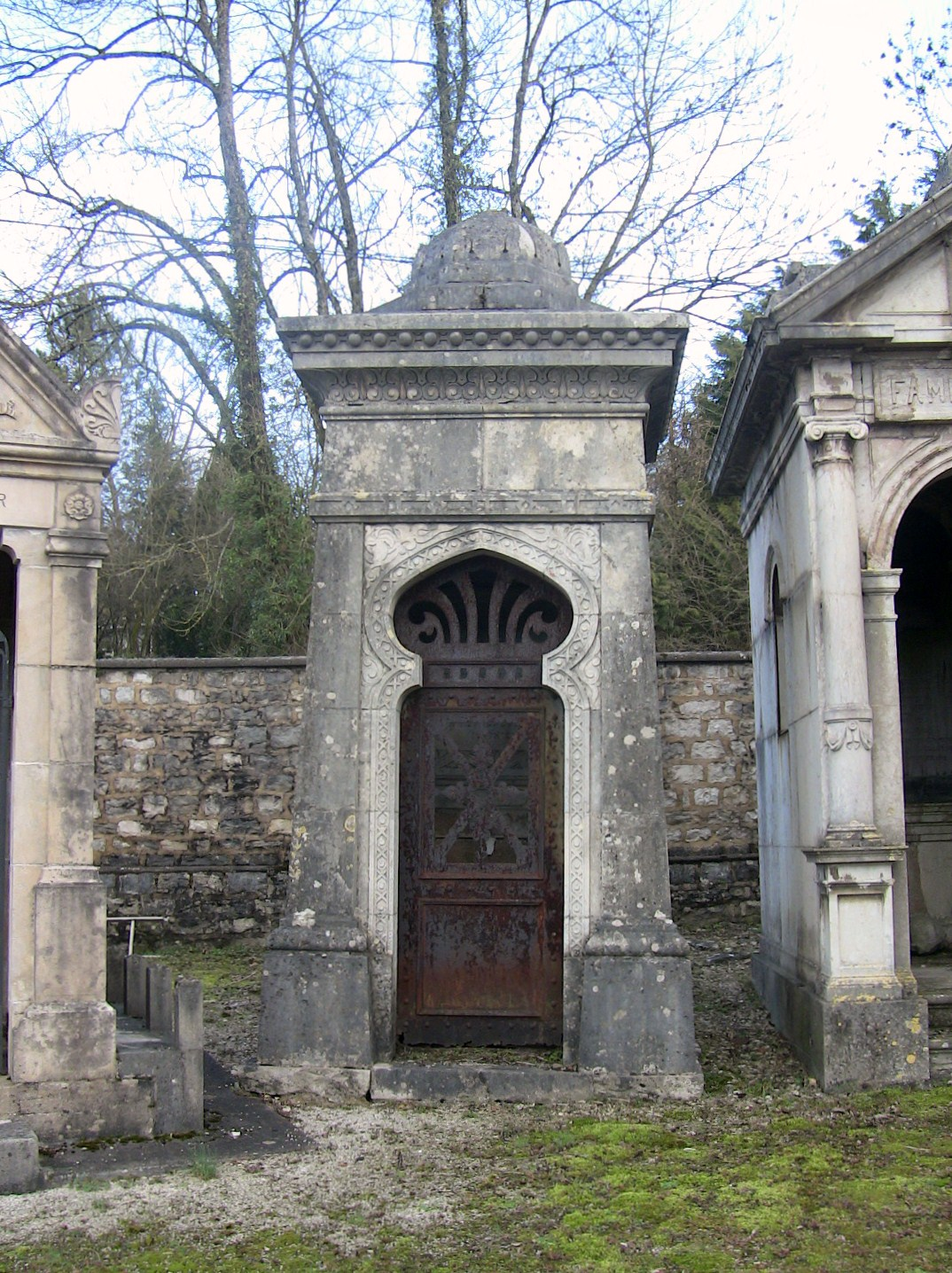
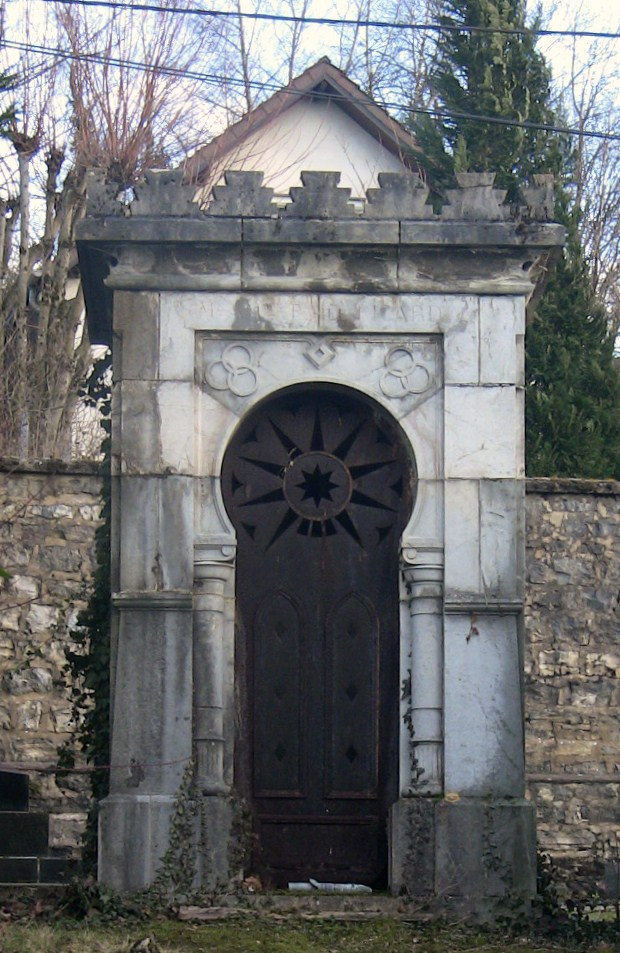